# Civitella d’Agliano
Civitella d’Agliano – miejscowość i gmina we Włoszech, w regionie Lacjum, w prowincji Viterbo.
Według danych na rok 2004 gminę zamieszkiwało 1735 osób, 54,2 os./km².